# Saint-Pompont
Saint-Pompon (chính thức: Saint-Pompont, tiếng Occitan: Sent Plemponh) là một xã, nằm ở tỉnh Dordogne vùng Aquitaine của Pháp. Xã này có diện tích 27,40 kilômét vuông, dân số năm 2007 là 429 người. Xã nằm ở khu vực có độ cao trung bình 131 m trên mực nước biển.

## Thông tin nhân khẩu
| Năm    | 1962 | 1968 | 1975 | 1982 | 1990 | 1999 | 2007 |
| ------ | ---- | ---- | ---- | ---- | ---- | ---- | ---- |
| Dân số | 536  | 516  | 506  | 521  | 452  | 405  | 429  |